# Рон Гілл
Рональд Гілл (англ. Ronald Hill; нар. 25 вересня 1938 — пом. 23 травня 2021) — британський легкоатлет, який спеціалізувався в бігу на бігу дистанції та марафоні.

## Досягнення
Чемпіон (1969) та бронзовий призер чемпіонату (1970) Європи з марафонського бігу.
Переможець Ігор Британської Співдружності з марафонського бігу (1970).
Учасник трьох Олімпійських ігор:
- 18-е місце у бігу на 10000 метрів та 19-е місце у марафонському бігу (1964)
- 7-е місце у бігу на 10000 метрів (1968)
- 6-е місце у марафонському бігу (1972)

Переможець Бостонського марафона (1970). Загалом в активі Гілла 21 перемога, 13 других та 8 третіх місць на марафонах. Пробіг свій останній марафон 1996 року. За життя фінішував на 115-ти марафонах, з яких на 112-ти з часом, меншим за 2:50.00, а на 29-ти — з часом, меншим за 2:20.00.
Ексрекордсмен світу з бігу на 10 та 15 миль, а також на 25000 метрів (загалом 4 ратифіковані рекорди).
Відомий тим, що упродовж 52 років та 39 днів (з 20 грудня 1964 по 30 січня 2017) не пропустив жодного дня без пробіжки відстанню мінімум 1 милю.
Помер у травні 2021, маючи 82 роки.

## Визнання
- Кавалер Ордена Британської імперії (1971)
- Член Зали слави легкої атлетики Англії[en] (2014)[4]
- На честь Гілла названа вулиця — Ron Hill Way — у його рідному місті Аккрінгтоні[en] (2014)